# Treverva
Treverva – wieś w Anglii, w Kornwalii. Leży 29 km na wschód od miasta Penzance i 384 km na południowy zachód od Londynu.